# Robert Franklin Stroud
Robert Franklin Stroud (28 de janeiro de 1890 – 21 de novembro de 1963), conhecido como "Birdman of Alcatraz", foi um assassino condenado, prisioneiro federal e escritor americano considerado um dos criminosos mais notórios dos Estados Unidos. Durante seu tempo na Penitenciária de Leavenworth, ele criou e vendeu pássaros e se tornou um respeitado ornitologista, embora regulamentações proibissem ele de vender pássaros quando foi transferido para a Penitenciária Federal de Alcatraz, onde ficou encarcerado de 1942 a 1959. Stroud nunca foi solto da prisão, permanecendo atrás das grades de 1909 até sua morte em 1963.

## Biografia
Stroud nasceu em Seattle, em 1890. Aos 19 anos matou um homem que supostamente teria estuprado sua namorada. Condenado a 12 anos de prisão, começou a cumprir pena em outras prisões, mas a sua atitude de assassinar um guarda, em 1916, complicou a sua situação, sendo condenado à pena de morte. 
Porém, a sentença acabou sendo modificada para prisão perpétua depois que sua mãe apelou ao presidente americano Woodrow Wilson. 
Com seu comportamento hostil, Stroud foi transferido para Alcatraz, em 1942, prisão considerada "impossível" de se fugir, pois era uma ilha. Lá dedicou-se ao estudo de aves, pelo que havia muito interesse, desde muito tempo. 

## Filme
Ficou famoso internacionalmente ao ser interpretado pelo ator Burt Lancaster, no filme Birdman of Alcatraz, feito em 1962, e baseado num livro sobre sua vida. 
Com problemas de saúde, Stroud foi transferido em 1959 para outra prisão, onde morreu quatro anos mais tarde.